# Ares V
Ares V – wchodzący w skład Programu Constellation projekt rakiety nośnej do wynoszenia ciężkich ładunków. Był poprzednio znany pod nazwą Cargo Launch Vehicle (ang. Pojazd Wynoszący Ładunek) lub oznaczany skrótem CaLV. W czerwcu 2006 r. NASA oficjalnie nadała pojazdowi nazwę Ares V. Ares odnosi się do greckiego boga wojny, którego rzymskim odpowiednikiem jest Mars. Tym sposobem, nazwa  nawiązuje do planowanych przez NASA wypraw na Marsa. Rzymska cyfra "V" jest nawiązaniem do rakiet Saturn V, wykorzystywanych przez NASA w programie Apollo. Zaznaczony symbolicznie w logo rakiety wschód Słońca miał podkreślać początek nowej epoki podboju kosmosu. Dziesięć gwiazd symbolizuje centra NASA, a strzelający ku górze promień stanowi alegorię dążenia ku nieznanemu i potęgę ludzkiej wyobraźni. W 2010 roku program Constellation został anulowany.

## Planowane misje

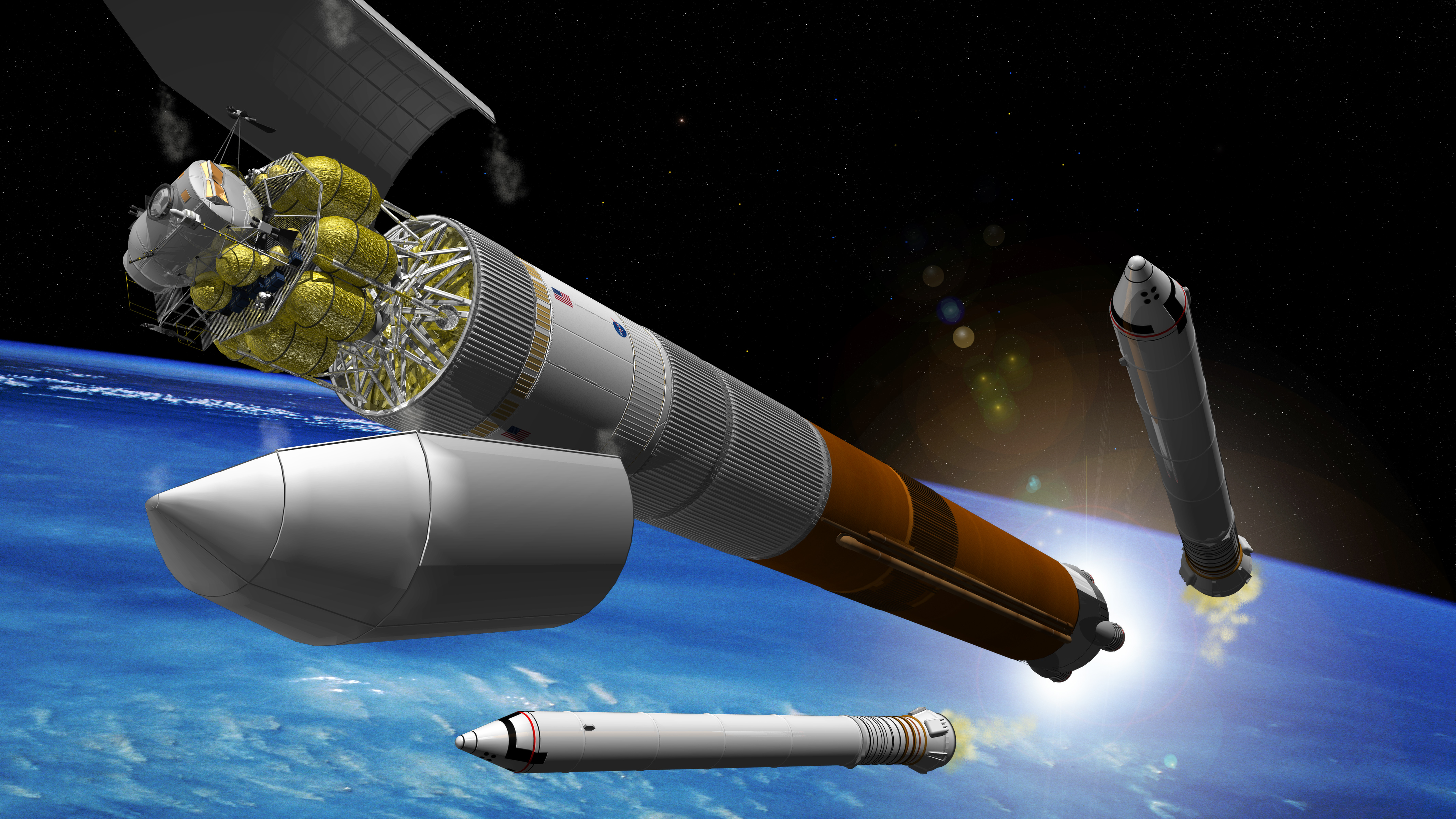
Start rakiety Ares V – moment oddzielenia silników pomocniczych i osłony aerodynamicznej

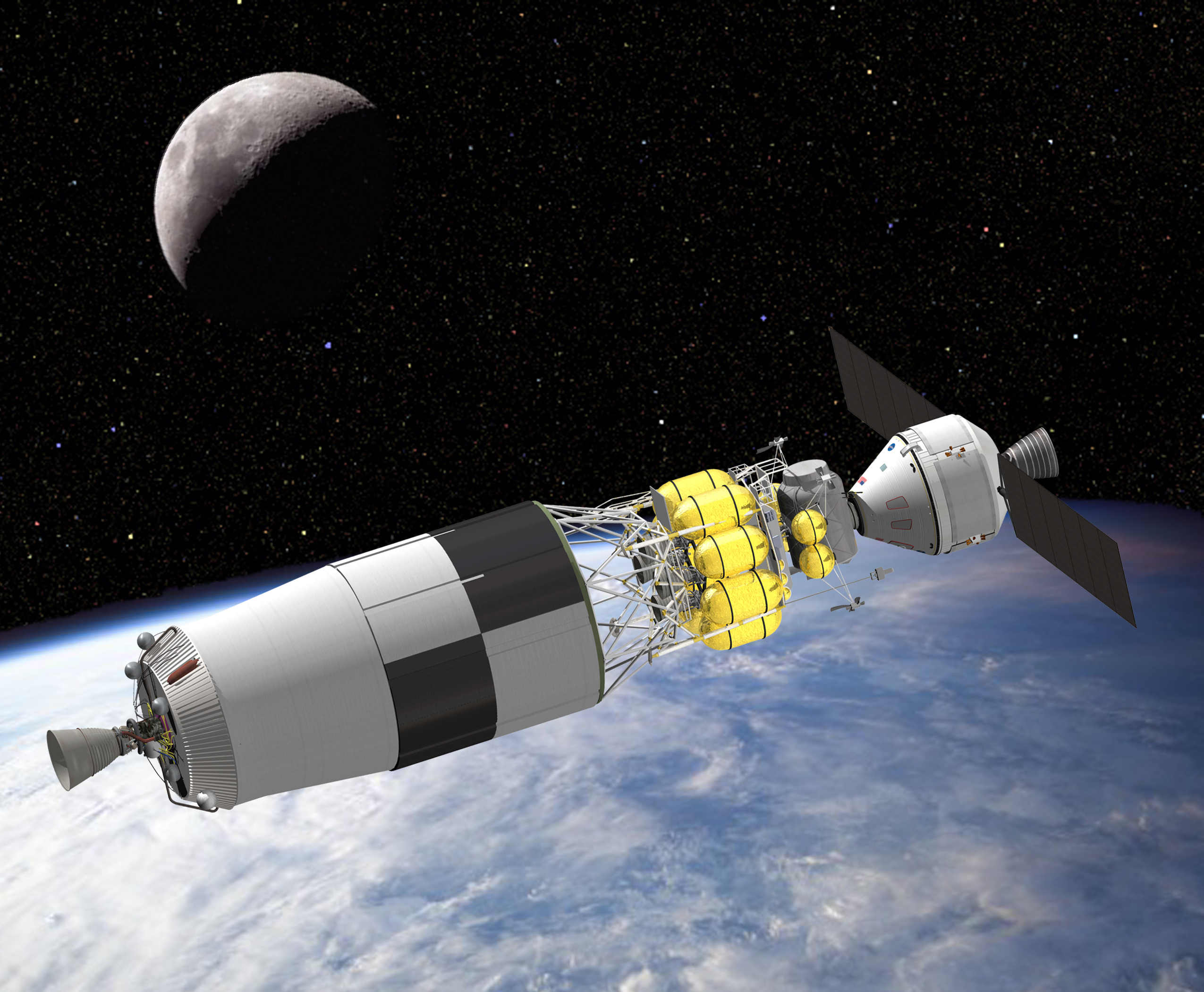
Earth Departure Stage połączony z lądownikiem księżycowym i statkiem Orion

Ares V miał być wykorzystywany w planowanym programie amerykańskich załogowych lotów księżycowych do wynoszenia na niską orbitę wokółziemską lądownika księżycowego Altair. Wraz z lądownikiem na orbitę miał wejść połączony z nim Earth Departure Stage – drugi stopień rakiety nośnej. Z modułem Altair połączyć się miał transportujący astronautów statek Orion, wyniesiony oddzielnie przez rakietę nośną Ares I. Tak zmontowany zespół zostałby następnie wprowadzony przez Earth Departure Stage na trajektorię prowadzącą w kierunku Księżyca.
Wstępne plany NASA przewidywały przeprowadzenie pierwszego lotu testowego rakiety Ares V w czerwcu 2018 r. Podczas tego lotu rakieta miała się składać jedynie z rakiet pomocniczych i pierwszego stopnia, do którego zostałaby dołączona makieta symulująca drugi stopień. Pierwszy lot rakiety w pełnej konfiguracji i z ładunkiem w postaci lądownika Altair planowany był na czerwiec 2019 r.
W dalszej przyszłości planowano wykorzystać rakietę Ares V w programie załogowych lotów na Marsa. Możliwe było wykorzystanie tej rakiety także do wynoszenia innych ciężkich ładunków, jak modułów stacji orbitalnych lub sond kosmicznych. Pojawiły się propozycje, aby rakietę wykorzystać między innymi do umieszczenia teleskopu o średnicy zwierciadła równej 8 m (dla porównania teleskop Hubble’a ma zwierciadło o średnicy 2,4 m), w punkcie libracyjnym L2 układu Ziemia-Słońce.